# Dongfeng Jingyi
 (novembre 2023).
Si vous disposez d'ouvrages ou d'articles de référence ou si vous connaissez des sites web de qualité traitant du thème abordé ici, merci de compléter l'article en donnant les références utiles à sa vérifiabilité et en les liant à la section « Notes et références ».
La Dongfeng Jingyi est un monospace chinois s'inspirant de la Mitsubishi Grandis. Il a été lancé en 2007 [Où ?].